# Cyril Lemoine
Cyril Lemoine (Tours, 3 de març de 1983) fou un ciclista francès, professional des del 2004 fins al 2022 degut a la desaparició de l'equip B&B Hotels-KTM. En el seu palmarès no destaca cap victòria important, però en l'edició del Tour de França de 2014 liderà la classificació de la muntanya durant les primeres etapes després de formar part d'una escapada de la 2a etapa.

## Palmarès
- 2004
  - Vencedor d'una etapa del Tour del Tarn-et-Garonne

### Resultats al Tour de França
- 2009. 144è de la classificació general
- 2012. 136è de la classificació general
- 2013. 112è de la classificació general
- 2014. 110è de la classificació general
- 2016. 137è de la classificació general
- 2017. 128è de la classificació general
- 2021. Abandona (1a etapa)
- 2022. 113è de la classificació general

### Resultats a la Volta a Espanya
- 2006. 134è de la classificació general
- 2008. 100è de la classificació general
- 2015. 61è de la classificació general